# 阮廷詩
阮廷詩（1924年12月20日—2003年4月18日）是越南作家和作曲家。

## 生平
1924年12月20日，阮廷诗出生於法屬老撾龍坡邦省。越南民主共和国成立后，曾担任越南文联副主席、越南作家协会党组书记兼《文艺周报》社长。越南之声广播电台的开始曲《消灭法西斯》即由他创作。1996年獲頒胡志明獎文學獎。2003年4月18日病逝於越南河內市，享年78歲。

## 外部連結
- Nguyễn Đình Thi - người nghệ sĩ đa tài
- Sáu mươi năm vang vọng một bài ca （页面存档备份，存于）